# Zelfgemaakte explosieven
Zelfgemaakte explosieven zijn explosieven die buiten het professionele circuit worden vervaardigd.

## Redenen voor vervaardiging
De redenen om explosieven te vervaardigen variëren. Explosieven worden soms gemaakt uit liefhebberij en als vermaak, en worden tot ontploffing gebracht op plaatsen waar ze weinig kwaad kunnen. Een enkele keer komt boosaardige grappenmakerij met explosieven voor: men wil bijvoorbeeld iemand laten schrikken door een explosief in zijn tuin tot ontploffing te brengen.
Ook terrorisme kan een motief zijn om een bom te maken. Hoewel terroristen vaak professionele explosieven kopen of stelen, komt het ook voor dat een eenling een explosief vervaardigt met terroristische motieven. Voorbeelden daarvan zijn Timothy McVeigh en Anders Breivik.

## Verbod
Het is wettelijk verboden en strafbaar explosieven te bereiden zonder de benodigde vergunning. Ook het in voorraad hebben van grondstoffen voor explosieven is verboden, al is dat in de praktijk lastig hard te maken, omdat veel van de betrokken stoffen ook in het dagelijks leven worden gebruikt. Het wordt sterk afgeraden om zelf explosieve materialen te bereiden. In het verleden hebben zich al veel persoonlijke ongelukken voorgedaan, bij de maker en bij anderen.

## Risico's
Zelfgemaakte explosieven zijn riskant. Veel explosieven kunnen al door beweging, statische elektriciteit, of hitte voortijdig tot ontploffing komen. Wanneer dit kan gebeuren kan men door de manier van vervaardigen en opslaan het risico eventueel verminderen. Men zal zich er tevens rekenschap van moeten geven dat de grondstoffen en de reactieproducten gevaarlijk of giftig kunnen zijn.
Ook de combinatie met andere stoffen (bijvoorbeeld kaliumchloraat en suiker) kan een explosief gevoeliger maken of tot ontploffing brengen. Soms kan zelfs roeren met een lepel van het verkeerde materiaal (metaal) een ontploffing uitlokken. Daarnaast onderschat men vaak de kracht van explosieve stoffen, waardoor de explosie veel zwaarder is dan verwacht, met desastreuze gevolgen.
Een ander risico is het ontstaan van giftige stoffen en aerosolen. Stikstoftrijodide veroorzaakt zelfs bij kleine hoeveelheden een wolk van het prikkelende jodium. Een croftybom produceert een wolk van kleine druppeltjes geconcentreerd natronloog, dat bij inademen een verwoestend effect op de longen heeft en in ogen en op de huid zeer corrosief is.
Het materiaal brengt ook risico met zich mee. Glazen flessen en ijzeren blikken of pijpen kunnen bij ontploffing een regen van scherven veroorzaken, die als projectielen alle kanten opvliegen. 
Ten slotte kan men zich juridische problemen op de hals halen. Eventuele schade zal civielrechtelijk op de dader worden verhaald. Bovendien kunnen zowel de fabricage als het tot ontploffing brengen van een zelfgemaakt explosief strafbaar zijn en tot strafvervolging leiden.

## Herkomst van de recepten
Recepten worden soms mondeling doorgegeven, maar zijn meestal afkomstig van het internet. Deze recepten zijn echter vaak van slechte kwaliteit: er wordt niet of onvoldoende gewezen op de risico's en de bereidingswijzen zijn meestal onjuist of onverantwoord.
De Amerikaanse schrijver Steve Preisler, schrijvend onder het pseudoniem Uncle Fester, geeft in zijn boek Home Workshop Explosives verschillende recepten voor explosieven die men met huishoudchemicaliën kan maken. In andere boeken geeft hij onder meer recepten voor de thuisfabricage van gifgas en drugs.

## Juridische kwalificatie
Wanneer het tot ontploffing brengen van een explosief gevaar voor goederen of personen ten gevolge heeft, kan men in Nederland voor de gevaarszettingsdelicten van artikel 157 (brandstichting of het veroorzaken van een ontploffing) of 158 (brand of ontploffing door schuld) Wetboek van Strafrecht worden vervolgd. Wanneer lichamelijk letsel of de dood het gevolg is, gaan de straffen snel omhoog en komt gevangenisstraf in het vooruitzicht. Deze kan oplopen tot levenslang. Daarnaast zal de schade op de dader worden verhaald. In geval van zaakschade is dit snel al een paar honderd euro, bij lichamelijk letsel praten we al snel over duizenden euro's.

## Veel gebruikte explosieven

### Croftybom, amishbom en koolzuurbom
De croftybom bestaat uit een PET-fles geconcentreerd natronloog (waterige oplossing van natriumhydroxide, gebruikt als gootsteenontstopper) waarin een paar propjes aluminiumfolie worden gestopt en waarna de fles wordt gesloten. Het aluminium reageert met het loog en lost op waarbij waterstofgas ontstaat. Na verloop van tijd kan de fles de druk niet meer aan en explodeert. Een variant hierop wordt in de Verenigde Staten aangeduid als amishbom, omdat de bom zo makkelijk te maken is. In plaats van een loog wordt een sterk zuur gebruikt, bijvoorbeeld zout- of zwavelzuur. Ook bij deze reactie ontstaat waterstofgas, waarbij de fles na verloop van tijd onder de druk bezwijkt en explodeert. Een derde variant is de koolzuurbom, waarbij wat vast koolzuur (droog ijs) in een fles water wordt gestopt waarna deze wordt afgesloten. Hierbij vormt zich in hoog tempo koolzuurgas dat na verloop van tijd de explosie veroorzaakt. Er kunnen zeer akelige brandwonden ontstaan als de natriumhydroxide op de huid komt. Vanwege de onvoorspelbaarheid van de reactie (de fles kan ieder moment ontploffen vanaf het moment dat de fles met reactanten erin is afgesloten), wordt dit type bom nooit door professionals gebruikt.

### Acetonperoxide
Acetonperoxide (C9H18O6) is makkelijk te maken. Men heeft slechts zuur, waterstofperoxide en aceton nodig, ingrediënten die ook een particulier makkelijk kan kopen. Acetonperoxide heeft een hoge brisantie en detoneert met een snelheid van 5300 meter/seconde, waardoor een paar gram al een flinke explosie kan veroorzaken. Het wordt ook wel als detonator gebruikt, en was geliefd bij Palestijnen die zelfmoordaanslagen pleegden. Nadeel is de extreme gevoeligheid van de stof, die al aan veel mensen die het bereidden enkele vingers, ogen of het leven heeft gekost. Bij Palestijnen werd acetonperoxide ook wel aangeduid als "de moeder van Satan".
In de Noord-Franse gemeente Leers, net over de Belgische grens, zijn zaterdag 20 februari 2011 twee tieners zwaargewond geraakt bij het manipuleren van een zelfgemaakte bom op basis van acetonperoxide. Een 16-jarige verloor beide handen. Hij liep ook een armbreuk op. Zijn 17-jarige vriend verloor één hand en liep verschillende open wonden aan de knie op.

### Tri-joodnitride
Tri-joodnitride of joodstikstof (NI3) is misschien wel het meest instabiele explosief dat bestaat. Het kan bereid worden uit jodium en ammonia, maar detoneert bij het minste of geringste, zoals statische elektriciteit, een landend insect of een klein schokje. Het kan hierdoor absoluut niet vervoerd worden. De vrijkomende jooddampen zijn daarnaast ook giftig.
In het programma Brainiac werd stikstoftri-jodide gebruikt om grappen uit te halen met mensen. Zo werd de stof in kleine hoeveelheden op deurkrukken en schoenveters gesmeerd zodat kleine explosies ontstonden als iemand het ingesmeerde voorwerp aanraakte. In praktijk is dit niet aan te raden en is het bovendien vrijwel onmogelijk om stikstoftri-jodide ergens op te smeren omdat het dan al zal ontploffen.

### Kaliumchloraat
Kaliumchloraat (KClO3) is een stof die onder andere in luciferkoppen zit. De stof kan bereid worden door elektrolyse van kaliumchloride. In Volkert van der G.'s huis werd kaliumchloraat aangetroffen. In combinatie met oxideerbare stoffen, zoals suiker, koolstof of zwavel, kan het een explosief vormen, maar het detoneert niet.

### Kaliumperchloraat
KClO4 is een stof met vergelijkbare eigenschappen als kaliumchloraat.

### Kaliumnitraat
Buskruit is een mengsel van 75% salpeter (kaliumnitraat), 15% zwavel, en 10% koolstof. Kaliumnitraat is op zich niet gevaarlijk en levert alleen zuurstof bij ontleding, maar in combinatie met brandstoffen zoals houtskool, aluminium of suiker kan een explosief mengsel ontstaan.

### Ammoniumnitraat
Sommige kunstmest bestaat voor een deel uit ammoniumnitraat, maar dit wordt vaak vermengd met andere stoffen. In de praktijk is het echter niet moeilijk het ammoniumnitraat terug te winnen. Vooral het kunstmestmengsel "Kalkammonsalpeter" is om deze reden erg populair, omdat het uitsluitend calciumcarbonaat (kalk) en ammoniumnitraat bevat, die makkelijk van elkaar te scheiden zijn doordat ammoniumnitraat extreem wateroplosbaar is en calciumcarbonaat vrijwel niet in water oplost. Ondanks dat ammoniumnitraat in pure vorm al explosief is (detonatiesnelheid van ongeveer 3500m/s), is het extreem moeilijk tot ontploffing te brengen. Ammoniumnitraat kan wel gevoeliger voor ontploffing gemaakt worden door het met enkele andere stoffen te mengen, waarvan de bekendste en meest gebruikte combinatie die met diesel is, ook wel ANFO genoemd. Ook door ammoniumnitraat met nitromethaan te mengen kan het een stuk gevoeliger gemaakt te worden alsmede een stuk krachtiger (detonatiesnelheid van ongeveer 5000m/s), deze combinatie wordt vaak ANNM genoemd. Zowel ANFO als ANNM worden veel in de mijnbouw gebruikt omdat ze extreem goedkoop en zeer stabiel zijn en een relatief lage detonatiesnelheid hebben in vergelijking tot veel andere explosieven, een belangrijke factor in de mijnbouw. De Amerikaanse terrorist Timothy McVeigh gebruikte het bij de aanslag op een federaal overheidsgebouw in Oklahoma City in de VS, en ook bij veel andere terroristen is ammoniumnitraat populair gebleken wegens de makkelijke verkrijgbaarheid (ammoniumnitraat wordt veelvuldig door de landbouw gebruikt, meestal in zuivere vorm).

### Vuurwerkbom
Een vuurwerkbom is een bom vervaardigd uit vuurwerk. Dit kan door meerdere nitraten, vlinders of zware strijkers samen in een verpakking te stoppen, of er bepaalde andere stoffen aan toe te voegen. Hierdoor wordt het vuurwerk krachtiger maar ook onvoorspelbaarder. Ieder jaar belandt een aantal personen in het ziekenhuis ten gevolge van een ongeluk met een vuurwerkbom. Een vaak gemaakte vuurwerkbom is de pijpbom.

### Carbidschieten
Carbidschieten is een liefhebberij in vooral de landelijke gebieden in Noord- en Oost-Nederland. Het gebruikelijkst is het carbid met water te laten reageren in een melkbus, waarna het vrijkomende brandbare ethyngas via een zundgat wordt aangestoken. Rond oud en nieuw dient het als een plaatsvervanger voor vuurwerk.